# Прапор Есватіні
Прапор Есватіні — один з офіційних символів держави Есватіні. Прийнятий 6 жовтня 1968.

## Історія
Основою прапора є військовий прапор, подарований королем Собхузою II Піонерському корпусу Свазі у 1941 році, щоб нагадати їм про військові традиції нації.  25 квітня 1967 року, у день принесення присяги королем, прапор було піднято вперше. Коледж зброї в Лондоні зареєстрував прапор 30 жовтня 1967 року. Цього дня відбулося перше офіційне підняття прапора.

## Інші прапори

1890–1894
1894–1902
1968–2011
Королівський штандарт Есватіні
Штандарт королеви-матері Есватіні